# Hannoversche Anzeigen

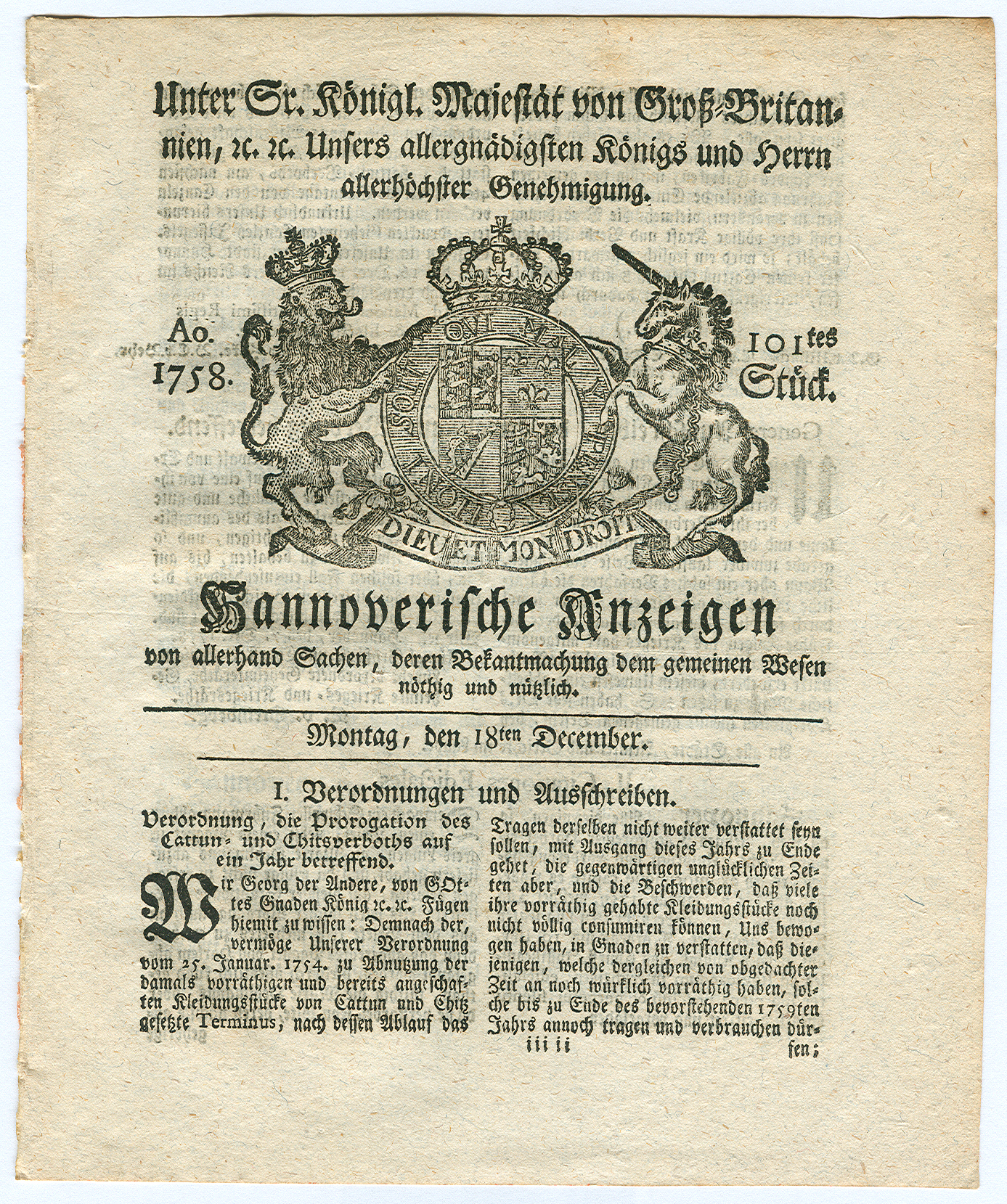
Titelseite der Hannoverischen Anzeigen 1758 als
„101tes Stück“

Die Hannoverschen Anzeigen, auch Hannoverische Anzeigen, war eine Zeitung in Hannover, die zweimal wöchentlich von 1750 erschien mit «Unser allergnädigsten Königs und Herrn (Georg II. von Großbritannien und seiner Nachfolger) allerhöchster Genehmigung» bis 1859 erschien. Als Beilage enthielt sie von 1763 bis 1850 das Hannoversche Magazin als meistgelesene Zeitschrift in Hannover.

## Inhalt
Die Hannover(i)schen Anzeigen entsprachen nicht einer Zeitung im eigentlichen Sinne, da sie „von allerhand Sachen, deren Bekanntmachung dem gemeinen Wesen nöthig u. nützlich“, berichtete, aber gelegentlich knapp auch über lokale Ereignisse. Das Blatt veröffentlichte offizielle Bekanntmachungen, Gerichtsbeschlüsse, Todesnachrichten und Fundsachen. Insbesondere enthielt es Anzeigen hinsichtlich An- und Verkauf sowie Vermietung und Verpachtung.

## Geschichte
Vorgänger der Hannoverschen Anzeigen war der Wöchentliche Hannoverische Intelligenz-Zettul und Anzeige von 1732 bis 1735.
Die erste Ausgabe der Hannoverschen Anzeigen erschien am 29. Juni 1750. Gedruckt wurde das Blatt bei der Landschaftlichen Buchdruckerey. Verleger war Heinrich Ernst Christoph Schlüter in dem vom
Landsyndikus Albrecht Christoph von Wüllen ebenfalls 1750 gegründeten Intelligenz-Comptoir.
1857 kaufte Friedrich Culemann die Hannoverschen Anzeigen und verband sie mit der Hannoverschen Zeitung zur Neuen Hannoverschen Zeitung.